# 布魯斯特·卡利
布魯斯特·路頓·卡利（英語：Brewster Lurton Kahle，/ˈkeɪl/ KAYL-'；1960年10月21日—）是一位美國數字圖書館員、電腦工程師和資訊科技企業家，是Alexa Internet和互联网档案馆的創始人。2012年入選網際網路名人堂，此外也是美國文理科學院院士、美國國家工程院成員、電子前線基金會、公共知識、網絡記憶基金會等組織的董事會成員。

## 生平
卡利出生於紐約州紐約市的郊區斯卡斯代爾，在斯卡斯代爾高中讀書。後來考入麻省理工學院，1982年以計算機科學和計算機工程理學學士學位畢業。其學習重心為人工智能，曾接受馬文·閔斯基和丹尼尔·希利斯的教導，並順利畢業。
1983年到1989年間，在思考機器公司的連接機產品擔任首席工程師，在這裡卡利開發了廣域信息伺服器系統。1996年與Bruce Gilliat創辦WAIS, Inc.（1995年以1500萬美元賣給AOL），1996年創辦了Alexa Internet（1999年將價值2.5億美元的股份賣給了Amazon.com）。同時亦創立了互联网档案馆。
2010年，他被西蒙斯學院授予計算機科學榮譽博士學位，因為他曾經於80年代在那裡的圖書館自學。同樣也是2010年，布魯斯特·卡利因歸檔和提供各種形式的數字信息而當選為美國國家工程院院士。他還是互聯網名人堂成員、美國藝術與科學院院士，並擔任電子前沿基金會、公共知識、歐洲檔案館（現為互聯網記憶）和電視檔案館的董事會成員。他是美國國會圖書館國家數字信息基礎設施和保護計劃顧問委員會成員，也是美國國家科學基金會成員網絡基礎設施諮詢委員會。
2011年，凱利和他的妻子瑪麗·奧斯丁（Mary Austin）運營著卡利/奧斯丁基金會。該基金會支持著自由軟件基金會的GNU計劃等，共提供約450萬美元資金。
2012年，Kahle 和銀行業資深人士 Jordan Modell 成立了 Internet Archive Federal Credit Union，為新澤西州新不倫瑞克省和新澤西州海蘭帕克的人們以及這些地區扶貧計劃的參與者提供服務，信用合作社於2015年展開自願清算。

## 外部連結
- Personal Blog （页面存档备份，存于）
- Biography at The Internet Archive
  - 开放图书馆中布魯斯特·卡利的著作
  - Talks and Writings of Brewster Kahle at the Internet Archive
- TED大会上的布魯斯特·卡利
- C-SPAN內的頁面（英文）, alternate link
- Brewster interview （页面存档备份，存于） with Leo Laporte at Triangulation (TWiT.tv)
- Brewster Kahle的作品  - 古騰堡計劃
- WorldCat 聯合目錄中布魯斯特·卡利的著作或與之相關的著作